# 반미주의
반미주의(反美主義, 영어: anti-Americanism) 혹은 반미 감정(反美感情, 영어: anti-American sentiment)은 정치적으로 미국의 외교적 정책을 반대하는 것부터 단순히 미국 자체를 반대, 혐오하는 것까지 폭넓게 의미한다.
| Country polled           | Positive | Negative | Neutral | Difference |
| ------------------------ | -------- | -------- | ------- | ---------- |
| 러시아                   | 7%       | 64%      | 29      | -57        |
| 스페인                   | 16%      | 67%      | 17      | -51        |
| 튀르키예                 | 20%      | 64%      | 16      | -44        |
| 영국                     | 33%      | 64%      | 3       | -31        |
| 멕시코                   | 29%      | 59%      | 12      | -30        |
| 중국                     | 33%      | 61%      | 6       | -28        |
| 캐나다                   | 34%      | 58%      | 8       | -24        |
| 프랑스                   | 37%      | 58%      | 5       | -21        |
| 인도네시아               | 27%      | 47%      | 26      | -20        |
| 파키스탄                 | 24%      | 43%      | 33      | -19        |
| 독일                     | 22%      | 40%      | 38      | -18        |
| 세계 평균 (USA excluded) | 34%      | 49%      | 1       | -15        |
| 오스트레일리아           | 42%      | 52%      | 6       | -10        |
| 페루                     | 40%      | 49%      | 11      | -9         |
| 그리스                   | 30%      | 38%      | 32      | -8         |
| 브라질                   | 42%      | 44%      | 14      | -2         |
| 인도                     | 40%      | 26%      | 34      | 14         |
| 나이지리아               | 68%      | 22%      | 10      | 46         |
| 케냐                     | 67%      | 21%      | 12      | 46         |
| 미국                     | 71%      | 25%      | 4       | 46         |

| Country polled    | Favorable | Unfavorable | Neutral | Difference |
| ----------------- | --------- | ----------- | ------- | ---------- |
| 요르단 (2017)     | 15%       | 82%         | 3       | -67        |
| 튀르키예 (2017)   | 18%       | 72%         | 10      | -54        |
| 러시아            | 26%       | 66%         | 8       | -40        |
| 독일              | 30%       | 66%         | 4       | -36        |
| 레바논 (2017)     | 34%       | 64%         | 2       | -30        |
| 멕시코            | 32%       | 61%         | 7       | -29        |
| 네덜란드          | 34%       | 62%         | 4       | -28        |
| 그리스            | 36%       | 59%         | 5       | -23        |
| 프랑스            | 38%       | 60%         | 2       | -22        |
| 튀니지            | 37%       | 56%         | 7       | -19        |
| 캐나다            | 39%       | 56%         | 5       | -17        |
| 아르헨티나        | 32%       | 48%         | 20      | -16        |
| 스페인            | 42%       | 54%         | 4       | -12        |
| 칠레 (2017)       | 39%       | 47%         | 14      | -8         |
| 스웨덴            | 44%       | 50%         | 6       | -6         |
| 인도네시아        | 42%       | 43%         | 15      | -1         |
| 영국              | 50%       | 43%         | 7       | 7          |
| 오스트레일리아    | 54%       | 42%         | 4       | 12         |
| 베네수엘라 (2017) | 47%       | 35%         | 18      | 12         |
| 이탈리아          | 52%       | 39%         | 9       | 13         |
| 콜롬비아 (2017)   | 51%       | 38%         | 11      | 13         |
| 페루 (2017)       | 51%       | 38%         | 11      | 13         |
| 브라질            | 55%       | 32%         | 13      | 23         |
| 세네갈 (2017)     | 55%       | 29%         | 6       | 26         |
| 남아프리카 공화국 | 57%       | 29%         | 14      | 28         |
| 탄자니아 (2017)   | 57%       | 25%         | 18      | 32         |
| 헝가리            | 63%       | 30%         | 7       | 33         |
| 일본              | 67%       | 29%         | 4       | 38         |
| 가나 (2017)       | 59%       | 20%         | 18      | 39         |
| 인도 (2017)       | 49%       | 9%          | 42      | 40         |
| 나이지리아        | 62%       | 22%         | 16      | 40         |
| 케냐              | 70%       | 21%         | 8       | 49         |
| 폴란드            | 70%       | 18%         | 12      | 58         |
| 미국              | 79%       | 18%         | 3       | 61         |
| 이스라엘          | 83%       | 17%         | 0       | 66         |
| 필리핀            | 83%       | 12%         | 5       | 71         |
| 베트남 (2017)     | 84%       | 11%         | 5       | 73         |
| 대한민국          | 92%       | 4%          | 4       | 88         |

## 지역별 반미주의

### 대한민국
반공의식이 뿌리깊은 미국의 동맹국인 대한민국의 경우 1980년대에 들어서야 미국에 대한 적의를 가진 세력들이 본격적인 활동을 시작하였다. 운동권 세력은 1980년 광주 미국문화원 방화, 1982년 부산 미국문화원 방화, 1985년 서울 미국문화원 점거농성 등, 80년대 내내 미대사관 대신 만만한 미국문화원을 대상으로한 몇십 건이 넘는 폭력을 일삼았다.
1993년에 문민정부 출범 이후, 주한미군의 이기순 살인 사건, 윤금이 피살 사건, 기타 주한미군 범죄를 빌미로 반미세력의 선동이 시작되었으며, 2002년에 경기도 양주시에서 발생한 여중생 장갑차 압사 사건으로 주한미군에 대한 반감을 부추기며 주한미군 반대시위를 연달아 진행했다.
그 후 주춤하던 반미주의자들은 이명박 정부의 2008년 대한민국 미국산 쇠고기 수입 협상 을 빌미로 광우병에 대한 괴담 선동을 대규모로 시작했다. 반미세력은 이른바 촛불 집회로 포장한 이명박 정부에 대한 반정부집회를이어나갔으며, 이명박 정부는 불법적인 폭력시위와 조작된 괴담으로 국정운영에 어려움을 겪었다.
이후 주한미군이 캠프 캐럴에 고엽제를 묻은 사실이 드러나, 반미주의자들의 미군철수집회의 명분이 되었다. 그리고 2015년 주한미군의 탄저균 오배송 사건으로 반미주의자들의 선동이 다시 시작되는듯 했으나 여러 통계에 따르면 반미 감정은 2000년대 초반에 비해 크게 감소하였다. 또한 사드배치 이후 중국의 한한령과 2020년 코로나 발생으로 반중감정이 커지며 상식적인 대중의 관심사가 반중으로 변하였다.

### 러시아
공산주의 국가였던 소련 시절 대표적인 라이벌이였으며, 현재에도 반미 감정을 가진 러시아인이 상당수 있는 것으로 보인다. 통합 러시아, 러시아 자유민주당, 러시아 연방 공산당 등 러시아의 주요 정치 세력들은 극단적인 반미주의 성향을 보이고 있으며 좌우 할 거 없이 자유주의자들은 러시아 내에서 사실상 탄압받고 있다.

### 베트남
베트남은 프랑스의 제국주의 시절에 해방되어, 민족주의자들은 제국주의에 맞서 대항할 새로운 사상으로 공산주의 사상을 채택하였다. 그 결과, 공산주의자의 세력의 주도 하에 결성된 북베트남과 미국이 지원하는 자본주의 세력의 주도 하에 결성된 남베트남이 대립하였다. 베트남 전쟁 당시에 벌어진 미라이 학살로 반미주의가 생겨났으며, 남베트남이 북베트남에 항복하자, 그것이 고착화되었다. 그러나 중국과 영토 분쟁으로 인해 일어난 중월전쟁과 근래에는 남중국해의 영토 분쟁으로 인해 베트남 정부는 중화인민공화국 견제하는 미국에 군사 공조를 하는 등 미국과 관계를 적극적으로 강화하는 추세이다.

### 일본
일본은 1929년에 대공황의 결과, 강경 군부, 극우세력이 집권하여 만주사변과 중일 전쟁 등을 일으켰으며, 그것이 진주만 침공으로 나아가, 미국과의 직접적인 전쟁이 발발하였다. 그러나, 패망 이후 일본의 우익들은 소수를 제외하고는 친미 성향으로 크게 돌아섰다. 한편 좌익계열에서는 반미주의자들이 늘어났으나 70년대 초부터 세가 줄어들었다. 자유민주당을 비롯한 일본의 주류 우익 세력들은 중화인민공화국, 조선민주주의인민공화국, 대한민국 등과 외교정책에 있어서는 냉담한 편이며 평화 헌법 개정을 주장하면서도 친미적 외교정책을 지향하고 있기에 일본 우익 진영 내에서 반미주의는 세가 약한 편이다.
일본의 반미주의는 대한민국과 마찬가지로 주로 좌익 계열에서 나타나는 경우가 많으며, 주일미군이라는 존재가 일본 국내의 전쟁을 끌어올 수 있다는 점과 미군범죄를 이유로 들어 주일미군의 철폐를 주장하기도 한다. 이러한 좌익 계열 반미주의자들은 반대로 평화헌법은 유지하되, 미군 철수 및 중화인민공화국, 조선민주주의인민공화국이나 대한민국과의 관계개선을 요구한다.

### 조선민주주의인민공화국
조선민주주의인민공화국에서는 한국 전쟁의 원인을 미국에 의한 북침으로 규정하고 있으며 사회구성원에게 반미주의를 주입하는 세뇌 교육을 실시하고 있다.

### 타이완
국부천대 이후 장제스 치하의 중화민국은 반공주의 기반해 장기적으로는 "본토 수복"을 외치며 친미적 외교 스탠스를 취해 왔다. 1980년대 이후 대만이 민주화되면서 친미적 외교 포지션은 범민주 세력인 민주진보당이 가져가게 되었고 중국 국민당을 비롯한 보수 세력들은 양안통일을 옹호하는 입장으로 선회함으로써 친미적 성격이 약해졌다. 현재의 중화민국에서 국민당 내 극우파들이나 신당 등 극우 성향의 중국 국민주의자들은 반미, 친중파적 입장을 취하고 있다.

### 필리핀
필리핀은 필리핀-미국 전쟁과 과거 미국의 식민지배를 받은 영향으로 대중적으로 반미감정이 있으나 주요 엘리트 정치세력들은 오랬동안 친미 기조를 유지해왔다. 중국계 출신이자 중도좌파 자유당 소속인 베니그노 아키노 3세까지만 해도 중화인민공화국과는 거리를 두며 친미적인 외교 정책이 주를 이뤄왔으나, 이후 포퓰리즘적 성격이 강한 로드리고 두테르테 행정부가 출범하면서 노골적으로 반미, 친중에 가까운 외교적 행보를 보이고 있었지만, 지금은 봉봉 마르코스 대통령이 당선되어 두테르테 대통령이 퇴임 하자마자 반미주의가 완전 사라졌다.

### 캐나다
캐나다의 경우, 영유권 문제나 국경선, 위도 등의 설정이 주된 요소로 꼽히고 있으며, 노스 암초와 같은 영유권 분쟁이 최대의 쟁점으로 작용하고 있다.
캐나다의 주요 정치 세력들은 친미 성향을 강하게 보이고 있으며 반미 감정은 보통 일부 민간적 차원에서 나타나는 경우가 대부분이다.

### 이슬람 지역
이슬람 지역의 반미주의는 이스라엘 건국 이후로 심화되었으며, 수차례의 전쟁으로 심화되고 있다.

### 이란
1979년 이전 이란에는 친미 왕정 팔라비 왕조가 들어서 있었다. 팔라비 왕조 하에서 미국과 영국인들은 특권층처럼 살았고 이는 국민들에게 외세에 대한 반감을 일으켰다. 팔라비 왕조가 시위대를 유혈 진압하자 독재에 항거한 시민들은 1979년 이란 혁명을 일으켜 팔라비 왕조를 붕괴시켰다. 이 때 미국에서 팔라비 왕조의 황제 레자 샤를 받아주자 이란 국민들은 분노하였고, 주이란 미국 대사관 인질 사건이 발생하게 된다. 이 사건을 계기로 미국과 이란의 관계는 완전히 틀어졌다. 이후로 이란 내에서는 반미 감정이 고조되고 이란은 반미 국가로 돌아선다.

### 중앙, 남아메리카 지역
원래 미국에 의해 친미 군사정부가 세워진 경우가 많은 나라들이 대부분이였으나, 중앙, 남미국가들이 민주화가 되면서 현재는 반미주의 성향이 강한 나라들이 많다.

### 아프리카 지역
아프리카의 반미주의는 미국과 서구 열강의 지배와 독립 후 독점 자본주의의 자원 착취에 대한 반발로 나타났다. 또, 미국의 대통령인 도널드 트럼프가 아프리카를 '거지 소굴'이라고 비하하여 반미감정이 더 심화되었다.

### 오세아니아 지역
오세아니아의 반미주의는 극히 드문 사실로 드러나고 있지만, 미국 신탁통치령에 들어간 팔라우, 미크로네시아 연방, 마셜 제도, 북마리아나 제도 일대 등에서 반미 감정이 간헐적으로 나타나고 있다.

## 같이 보기
- 미국의 대외 관계
- 미국의 영토 확장
- 미국의 인권
- 미국의 인권 침해 (분류)
- 미국의 전쟁 범죄
- 친미파
- 미국화
  - 아메리카 제국
  - 명백한 운명
- 양키
- 신냉전
- 좌익 국민주의
- 다른 국가에 대한 감정
  - 반한 감정
  - 반일 감정
  - 반중 감정
  - 반독 감정
  - 반영 감정